# Dingjiang (köpinghuvudort i Kina, Jiangxi Sheng, lat 27,17, long 115,30)
Dingjiang är en köpinghuvudort i Kina. Den ligger i provinsen Jiangxi, i den sydöstra delen av landet, omkring 180 kilometer söder om provinshuvudstaden Nanchang. Antalet invånare är 12 860. Befolkningen består av 6 119 kvinnor och 6 741 män. Barn under 15 år utgör 22,0 %, vuxna 15-64 år 69 %, och äldre över 65 år 7,0 %.
Runt Dingjiang är det ganska tätbefolkat, med 166 invånare per kvadratkilometer. Närmaste större samhälle är Zuolong, 19,2 km nordost om Dingjiang. I omgivningarna runt Dingjiang växer i huvudsak blandskog.
Genomsnittlig årsnederbörd är 2 089 millimeter. Den regnigaste månaden är juni, med i genomsnitt 356 mm nederbörd, och den torraste är oktober, med 23 mm nederbörd.